# Sambastes
Els sambastes (grec antic: Σαμβασταί) o abastans (grec antic: Ἀβαστανοί, Abastaní) foren una de les tribus de la Patalene, districte proper a les boques de l'Indus. Són esmentats per Arrià.
Uns autors pensen que actuals ruïnes de Sewistan o Schwan són el lloc de la fortalesa principal d'aquest poble. Burnes sembla creure que aquest és el mateix lloc observat per Curtius com a fortalesa dels bracmani.